# Diancistrus longifilis
Diancistrus longifilis is een straalvinnige vissensoort uit de familie van naaldvissen (Bythitidae). De wetenschappelijke naam van de soort is voor het eerst geldig gepubliceerd in 1899 door James Douglas Ogilby. Hij beschreef de soort aan de hand van een enkel specimen gevangen nabij Lord Howe-eiland.